# Norman Platt
Pour les articles homonymes, voir Platt.
Norman Platt est un baryton et directeur de compagnie d'opéra britannique, né le 29 août 1920 à Bury et mort le 4 janvier 2004 à Ashford.

## Biographie
Norman Platt naît le 29 août 1920 à Bury.
Diplômé du King's College de Cambridge, il étudie le chant en privé avec Elena Gerhardt et Lucy Manen et rejoint le Sadler's Wells Opera de Londres en 1946, où il fait ses débuts dans le rôle de Ned Keene (dans Peter Grimes de Britten). Parmi ses autres rôles, il chante notamment Schaunard (La Bohème de Puccini), Monterone (Rigoletto de Verdi), Mizgir (La fille de neige de Rimski-Korsakov) et Mr Page (Sir John in Love de Vaughn Williams),.
En 1947, il rencontre Alfred Deller, et fait partie des membres fondateurs du Deller Consort, avec lequel il se consacre à la musique baroque jusqu'en 1964,.
En 1969, Norman Platt crée la compagnie Kent Opera, basée à Ashford dans le comté de Kent. La première production de cette maison d'opéra est Le Couronnement de Poppée de Monteverdi, chanté en anglais, sous la baguette de Roger Norrington. La compagnie cessera ses activités en 1989 à la suite de l'arrêt des subventions publiques.
Il est également l'auteur de traductions en anglais de livrets d'opéra, dont Poppea, Don Giovanni et Fidelio, et d'essais sur la musique vocale d'Henry Purcell (Festival of Britain Purcell Handbook, 1951) et sur certains aspects de l'opéra.
En 1985, il est nommé officier de l'ordre de l'Empire britannique (OBE).
Norman Platt meurt le 4 janvier 2004 à Ashford.